# Jorquera (Albacete)
Jorquera ist ein Ort und eine Gemeinde (municipio) mit 358 Einwohnern (Stand: 2024) im Osten der Provinz Albacete in der Autonomen Region Kastilien-La Mancha im Südosten Spaniens. Sie ist Teil der Comarca La Manchuela. Neben dem Hauptort Jonquera gehören die Weiler Alcozarejos, Calzada de Vergara, Cubas und Maldonado zur Gemeinde. 

## Lage und Klima
Jorquera liegt etwa 38 Kilometer (Fahrtstrecke) ostnordöstlich der Provinzhauptstadt Albacete in einer Höhe von ca. 630 mam Río Júcar. Das Klima im Winter ist gemäßigt, im Sommer dagegen warm bis heiß; die eher geringen Niederschlagsmengen fallen – mit Ausnahme der nahezu regenlosen Sommermonate – verteilt übers ganze Jahr.

## Bevölkerungsentwicklung
| Jahr      | 1970 | 1981 | 1991 | 2001 | 2011 | 2021 |
| Einwohner | 1260 | 856  | 695  | 509  | 425  | 365  |

## Sehenswürdigkeiten

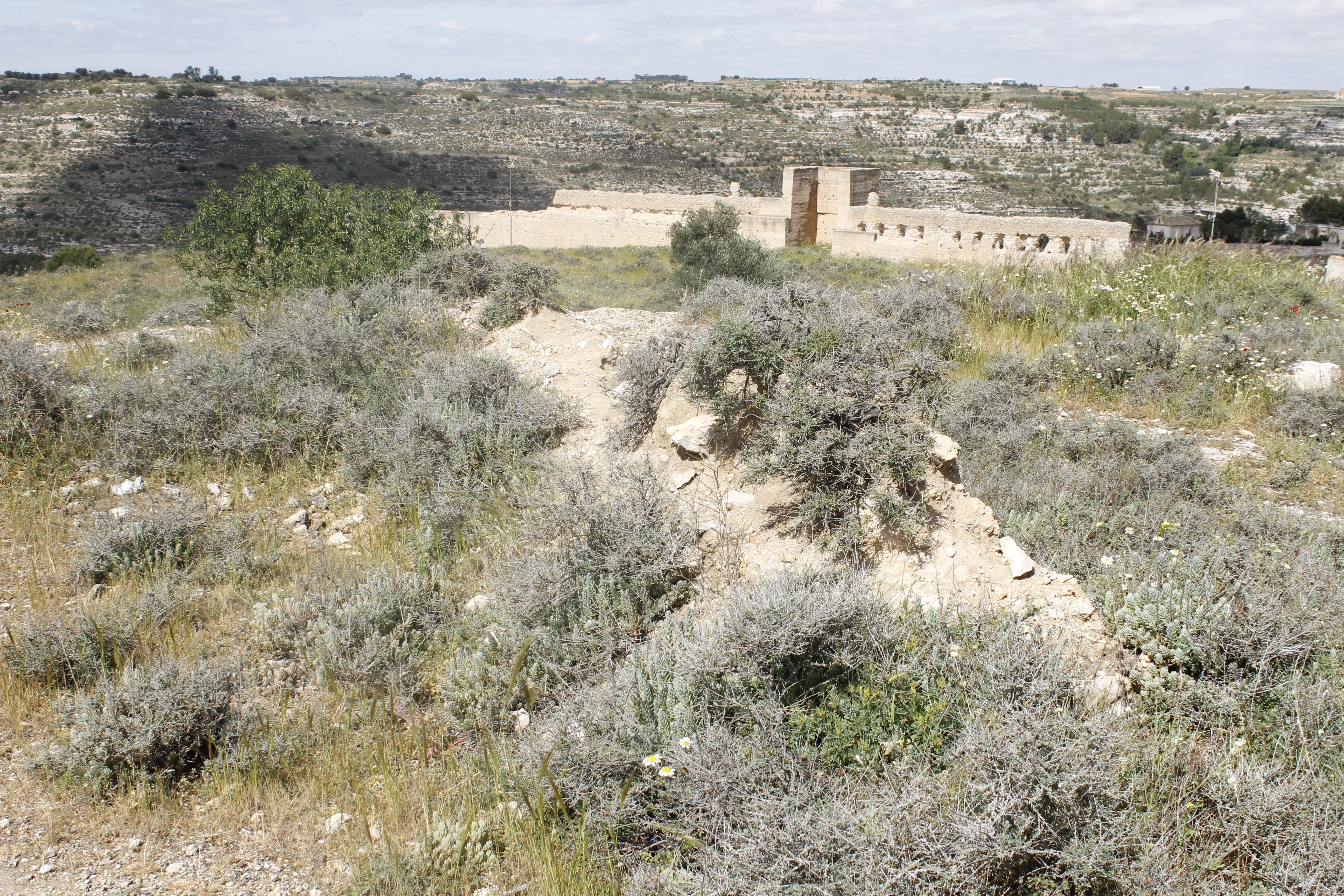
Burgruine
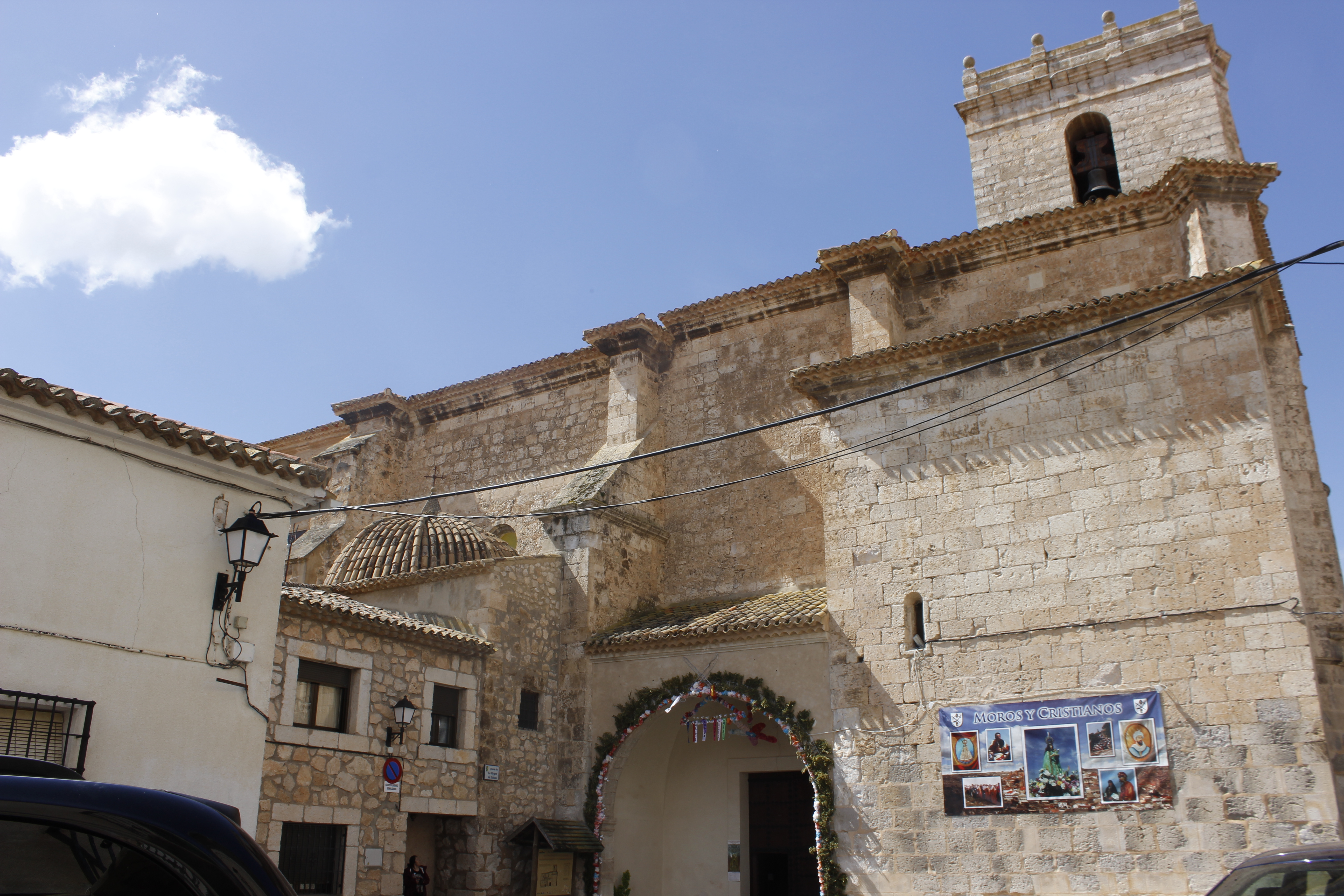
Kirche Mariä Himmelfahrt (Iglesia de la Asunción)
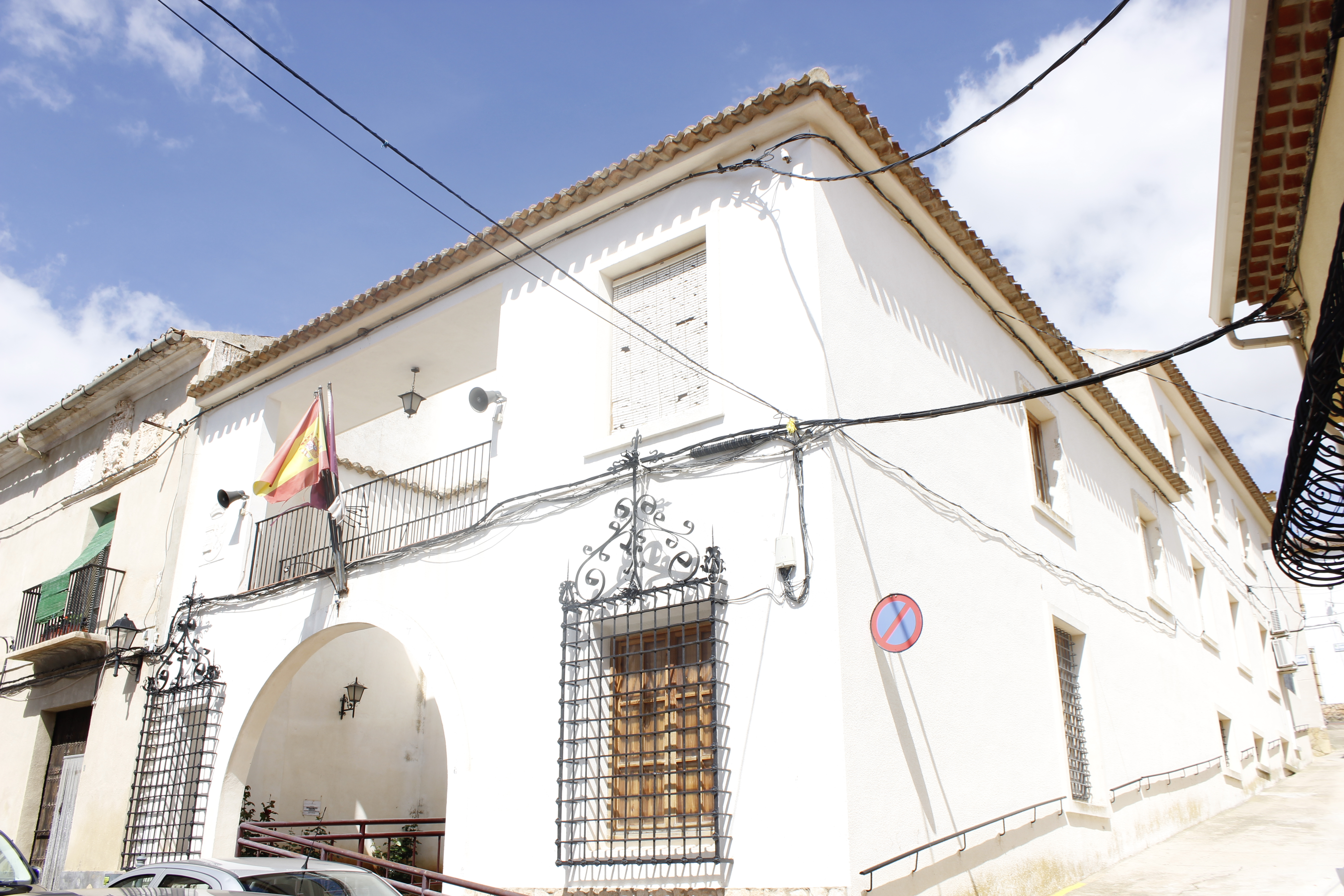
Christopheruskapelle

- Burgruine
- Kirche Mariä Himmelfahrt
- Rathaus